# Bouhatem
Bouhatem è un comune dell'Algeria, situato nella provincia di Mila.